# Gunung Rajak
Gunung Rajak is een bestuurslaag in het regentschap Oost-Lombok van de provincie West-Nusa Tenggara, Indonesië. Gunung Rajak telt 10.971 inwoners (volkstelling 2010).